# Coelioxys acanthopyga
Coelioxys acanthopyga är en biart som beskrevs av Johann Dietrich Alfken 1940. Coelioxys acanthopyga ingår i släktet kägelbin, och familjen buksamlarbin. Inga underarter finns listade i Catalogue of Life.